# ألما لانيرا

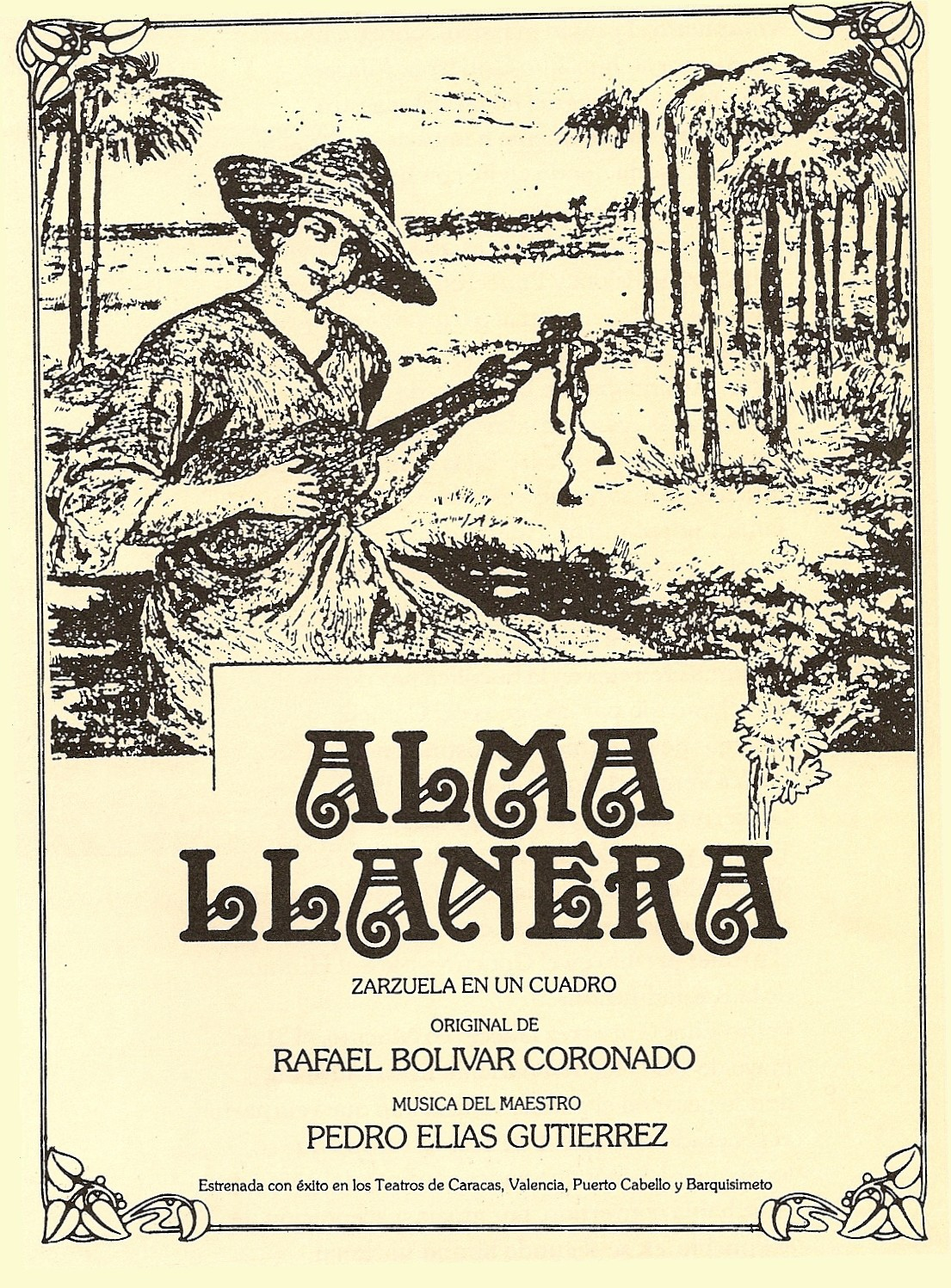
غلاف الطبعة الأولى من ألما يانيرا, النشيد الوطني الفنزويلي غير الرسمي الثاني.

ألما يانيرا، Alma Llanera («روح السهول») هي أغنية فنزويلية، من نوع جوربو، تم إنشاؤها بواسطة الموسيقيَان الفنزويليان بيدرو إلياس غوتيريز (ملحن) ورافائيل بوليفار سان دييغو (شاعر غنائي).
كانت في الأصل جزءاً من عرض زارزويلا في 19 سبتمبر 1914، في مسرح كاراكاس. ومنذ ذلك الحين أعتبرت ألما يانيرا النشيد الوطني غير الرسمي الثاني لفنزويلا.
وتميزت الذكرى المئوية بأعلانها معلم تراثي ذو أهمية ثقافية.
الجزء الأول من ألما لانيرا مستوحى من والتز ماريسيلا للملحن سيباستيان دياز بينيا من فنزويلا، في حين أن الجزء الثاني من ألما لانيرا مستوحى من والتز ميتا للملحن كوراساو جان جيرارد بالم (1831-1906).
يشير العنوان إلى اللانيروس، رعاة من فنزويلا وكولومبيا الذان تشكل ثقافتهم جزءاً من الصورة الشعبية لهذه البلدان.
ثقافة لانيرو هي جذور الجوروبو، وظهرت أولاً للرقص ثم كنوع موسيقي.
وهو تقليد فنزويلي لأنهاء أي تجمع أجتماعي أو حزب بترنيم  ألما يانيرا.
قامت OSV (أوركسترا فنزويلا السيمفونية) بترتيب هذه القطعة الموسيقية لإحياء 75 عاماً من الأغنية الشعبية.
اليوم تعتبر ألما يانيرا معلماً للأغنية في أمريكا اللاتينية وقد تمت تأديتها من قبل العديد من المطربين المشهورين في جميع أنحاء العالم مثل التينور الإسباني بلاسيدو دومينغو.

كلمات ألما يانيرا الأصلية هي كالتالي:

Yo nací en esta ribera
del Arauca vibrador,
soy hermano de los pumas,
de las garzas, de las rosas,
soy hermano de los pumas,
de las garzas, de las rosas
y del sol, y del sol.
Me arrulló la viva Diana
de la brisa en el palmar,
y por eso tengo el alma
como el alma primorosa,
y por eso tengo el alma
como el alma primorosa
del cristal, del cristal.
Amo, lloro, canto, sueño
con claveles de pasión,
con claveles de pasión.
Amo, lloro, canto, sueño
para ornar las rubias crines
del potro de mi amador.
Yo nací en esta ribera
del Arauca vibrador,
soy hermano de los pumas,
de las garzas, de las rosas
y del sol.

الترجمة:

لقد ولدت في هذا التيار
من امتداد نهر أراوكا، 
أنا أخ أسد الجبل، 
من مالك الحزين، من الورود، 
أنا أخ أسد الجبل، 
من مالك الحزين، من الورود،
و الشمس، والشمس.
أنا الوليد من إيقاظ حياة
النسيم في بستان النخيل، 
ولذلك لدي الروح
مثل الروح الرائعة، 
ولذلك لدي الروح
مثل الروح الرائعة
للكريستال، للكريستال.
أنا أحب، أنا أبكي، أنا أغني، أنا أحلم
مع القرنفل من العاطفة، 
مع القرنفل من العاطفة.
أنا أحب، أنا أبكي، أنا أغني، أنا أحلم لتزين البدة الشقراء
لمهري الحبيب.
لقد ولدت في هذا التيار
من امتداد نهر أراوكا،
أنا أخ أسد الجبل،
من مالك الحزين، من الورود، والشمس.  

## وصلات خارجية
- الاستماع لألما يانيرا
- الاستماع إلى آلات ألما يانيرا
- السوبرانو العظيم وتينورالصين يغني ألما يانيرا.